# Hubert Gercke
Hubert Gercke (1er avril 1881 à Nikolaiken - 7 décembre 1942 à Görlitz) est un General der Infanterie allemand qui a servi au sein de la Wehrmacht dans la Heer pendant la Seconde Guerre mondiale.

## Biographie
Hubert Gercke entre dans l'armée le 22 mars 1899 comme Fahnenjunker (cadet) dans le 1er bataillon de chasseurs à pied à Ortelsburg. Le 16 novembre 1899, il est nommé Fähnrich, et le 18 août 1900, il est promu Leutnant (lieutenant). Le 18 octobre 1909, il est nommé adjudant dans son bataillon. Coïncidant avec la promotion de Hauptmann (capitaine) le 1er octobre 1913, Hubert Gercke entre dans l'état-major du bataillon.
Avec le déclenchement de la Première Guerre mondiale et sa mobilisation, Hubert Gercke est engagé pour la première fois avec son bataillon sur le front de l'Est dans la bataille de Lahna et d'Orlau le 23 et 24 août 1914. Dans les années suivantes, il devient commandant de compagnie, commandant de bataillon, et le 16 janvier 1917, il est promu en tant que commandant-adjoint du 446e régiment d'infanterie. Il y reste jusqu'à la fin de la guerre et jusqu'à ce que la démobilisation de l'unité à la mi-décembre 1918 à Olsztyn. Ensuite, il est transféré de nouveau dans son bataillon régulier.
En octobre 1919, il est fusionné avec le 39e Régiment d'infanterie et un an plus tard, il devient commandant de compagnie dans la 2e régiment (prussien) d'infanterie à Olsztyn. Puis, le 1et octobre 1921, il entre dans l'état-major du 1er bataillon et est promu major le 1er juillet 1922. À partir du 1er octobre 1927, Hubert Gercke sert comme instructeur à l'École d'infanterie de Dresde et est promu en tant que tel Oberstleutnant le 1er février 1928. Puis, il est en même temps promu au grade de Oberst (colonel) le 1er février 1931, et commandant du 6e régiment d'infanterie (de) à Lübeck. À ce titre, il est promu Generalmajor (général de division) le 1er octobre 1933. Puis promu Generalleutnant (lieutenant-général), il est le 1er juin 1935 commandant de la 2e Division d'infanterie à Szczecin Le 31 mars 1937, il est simultanément promu General der Infanterie (général d'infanterie), retiré du service actif et mis en réserve.
Après le début de la Seconde Guerre mondiale Hubert Gercke, disponible depuis avril 1937, prend le commandement le 22 mai 1940 de la 278e division d'infanterie. À partir de juillet 1940, Hubert Gercke devient Führerreserve (officier de réserve), puis commandant de la Divisionsstab z.b.V. 401 jusqu'au 25 septembre 1941. Le 10 janvier 1942, il est nommé commandant des prisonniers de guerre dans le district militaire Wehrkreis I, basée à Königsberg. Juste un mois plus tard, Hubert Gercke prend le commandement de la Division Nr. 148 jusqu'au 2 avril 1942 où il est mis une nouvelle fois officier de réserve. Sa mobilisation a été finalement levée le 30 juin 1942 et Hubert Gercke est mis à la retraite.

## Décorations
- Croix de fer[2] (1914)
  - 2e Classe
  - 1re Classe
- Croix de chevalier de l'Ordre royal de Hohenzollern avec glaives[2]
- Insigne des blessés (1918)
  - en Noir[2]
- Médaille de service prussienne[2]

## Famille
Hubert Gercke est le frère aîné de Rudolf Gercke (de), lui aussi général d'infanterie pendant la Seconde Guerre mondiale et chef du département des transports dans l'Oberkommando des Heeres (OKH) (Haut commandement de l'armée de terre).